# ماريو دا سيلفا
ماريو دا سيلفا (21 سبتمبر 1978 بالبرازيل - ) هو لاعب كرة قدم برازيلي في مركز الدفاع. لعب مع Khon Kaen F.C. ‏ ونادي بورت وRayong F.C. ‏ وبانكوك يونايتد ونادي بينانق.

## وصلات خارجية
- ماريو دا سيلفا على موقع قاعدة بيانات كرة القدم.إي يو (الإنجليزية)
- ماريو دا سيلفا على موقع Soccerway.com (الإنجليزية)